# Doris Conrads
Doris Conrads (* 1949 in Würzburg) ist eine deutsche Künstlerin. Sie lebt und arbeitet als Malerin und Fotografin in Marburg.

## Leben/Werdegang
Aufgewachsen in Würzburg, war die Künstlerin früh beeindruckt von den Fresken des italienischen Malers Tiepolo in der dortigen barocken Residenz von Balthasar Neumann. Von 1973 bis 1979 studierte sie an der Städel-Kunsthochschule in Frankfurt bei Raimer Jochims. Seit 1980 ist sie im mittelhessischen Marburg wohnhaft. Doris Conrads hat dort seit 1983 einen Lehrauftrag für Zeichnen und Malerei am Institut für Bildende Kunst (vormals Institut für Grafik und Malerei) der Philipps-Universität Marburg.

## Künstlerisches Konzept
Doris Conrads arbeitet an großen Himmelslandschaften, die den Betrachter in den deutlich erweiterten Raum des Himmels und des gesamten Alls versetzen. Die oft großformatigen Werke entstehen mit Kreide auf Papier oder in Aquarelltechnik auf Leinen. Wolkenmeere, Sternenlandschaften, graue bis schwarzblaue Farblandschaften breiten sich mehrschichtig in Ruhe und in einem langsamen Arbeitsprozess aus.

## Ausstellungen und -Beteiligungen (Auswahl)
- 1970 Galerie Radegundis Villinger, Würzburg
- 1980 Karmeliterkloster Frankfurt, Vision/Reflexion
- 1982 Hessische Landesvertretung Bonn
- 1983 Hessischer Rundfunk Frankfurt
- 1984 Frauenmuseum Bonn
- 1991 Marburger Kunstverein
- 1996 Daimler-Chrysler im Haus Huth, Berlin
- 2001 Lorraine-Ogilvie-Gallery, (LOG), Marburg
- 2006 Marburger Universitätsmuseum für Kunst und Kulturgeschichte
- 2009 Galerie Degenhartt, Berlin, Nacht

## Arbeiten in öffentlichem Besitz (Auswahl)
- Sternennacht I, Kreide auf Papier, 146 × 146, Universitätsmuseum Marburg
- Sternennacht II, Kreide auf Papier, 146 × 146, Vertretung des Landes Hessen, Berlin

## Kataloge/Katalogbeteiligungen
- Kommunale Galerie Frankfurt, Vision/Reflexion, 1980
- Marburger Kunstverein, Zeichnung, Malerei, Fotografie, 1991
- FrauenKunstGeschichte Marburg, Imaginäre Galerie, Zeitgenössische Künstlerinnen in Mittelhessen, 1996, ISBN 3-929425-15-7
- Marburger Universitätsmuseum für Kunst und Kulturgeschichte, Vierpass, 1999
- Marburger Universitätsmuseum für Kunst und Kulturgeschichte, Doris Conrads – Papierarbeiten, 2006

## Auszeichnungen
- 2011: Trägerin des Otto-Ubbelohde-Preises des Landkreises Marburg-Biedenkopf
- 1983: Preisträgerin der Marilies-Hess-Stiftung des Hessischen Rundfunks Junge Kunst in Hessen
- 1979: Dr. Reinhold-Kurth-Preis der Stadtsparkasse Frankfurt am Main für künstlerische Fotografie